# Andon Zako Çajupi
Andon Zako Çajupi (Sheper, 1866. március 27. – Kairó, 1930. július 11.) albán költő, drámaíró, műfordító, publicista, jogász. Az élete nagy részében Egyiptomban élt Çajupi a nemzeti romantika irodalmának kései képviselője, kiemelkedő költője volt, életművében azonban a romantikus, a múlt dicső tettei iránt nosztalgiát érző líra helyét a nemzet jelenéért, a társadalmi valóságért aggodalmat érző költői vallomások váltották fel.

## Neve
A forrásokban szinte kizárólagos Andon Zako Çajupi vagy A. Z. Çajupi az utókor által konstruált névváltozat, ő maga ebben a formában a nevét soha nem használta. Andon Zako néven született – ezt gyakran a kevésbé görögös, albános helyesírással Andon Çako néven szerepeltetik a források –, de irodalmi művei címlapján ennek csupán kezdőbetűit tüntette fel, és az általa választott Chajup művésznevet írta ki. Ez utóbbinak modernizált helyesírású, határozott alakja a Çajupi. 1902-es verseskötete címlapján például az A. Z. … Chajup névírás szerepel.
Az utókor további következetlensége, hogy a betűrendi besorolásnál figyelmen kívül hagyják a Zako családnevet, és a lexikonok, katalógusok kivétel nélkül modernizált művészneve kezdőbetűjénél, a Ç betűnél tüntetik fel a költőt. Ez a szócikk ezekkel a megjegyzésekkel tudomásul veszi a kialakult névírási gyakorlatot és alkalmazkodik hozzá.

## Életútja
Zako a dél-albániai Zagoria egy kis falujában született. Apja, Harito Zako tehetős dohánykereskedő volt, aki főként a görögországi Kaválában, de Egyiptomban is kötött üzleteket. A fiatal Zako szülőfaluja görög tannyelvű iskolájának diákja volt, majd 1882-ben apját követve Egyiptomba ment, ahol a következő öt évben az alexandriai lazaristák francia tannyelvű Szent Katalin Líceumában tanult. 1887-ben a Genfi Egyetemre iratkozott be, ahol jogi tanulmányait elvégezve 1892. október 24-én szerezte meg jogi doktori oklevelét.
Svájci évei során Zako megházasodott, egy Eugénie nevű francia nőt vett feleségül. Hamarosan megszületett Stefan nevű fiuk, a családi boldogságnak azonban felesége 1892 körüli halála tragikus véget vetett. A megözvegyült Zako ezután hazatért Albániába, kisfiát Káválában lakó anyja gondjaira bízta, ő maga pedig 1894-ben vagy 1895-ben Egyiptomban telepedett le. Két-három éven át egy kairói német ügyvédi iroda alkalmazásában állt. Jogi karrierje nem sokkal azután feneklett meg, hogy elvállalta egy francia cég védelmét az egyiptomi alkirállyal szembeni perében. Apai öröksége azonban lehetővé tette, hogy a jogi pályát 1898-ban feladva betársuljon a dohánykereskedelembe, és héliopoliszi villájában az irodalomnak szentelje életét. Emellett az egyiptomi albán diaszpóra akkoriban kibontakozó nemzeti mozgalmában is részt vett, az egységes fellépés reményében kiépítette a kapcsolatokat a konstantinápolyi, szófiai és bukaresti albán szervezetekkel. 1902-ben az Egyiptomi Testvériség (Vëllazëria e Egjiptit) nevű hazafias albán szervezet egyik legtevékenyebb tagja volt, 1908-tól számos éles, gúnyos hangvételű politikai cikket és tárcát írt albán folyóiratokba, az ifjútörökök, majd az albán vezetők politikáját ostorozva.
Albánia függetlenségének 1912-es kikiáltása után sem tért haza, Egyiptomban maradva szervezte a helyi albánság társadalmi életét, igyekezett egy cél érdekében összebékíteni az egymással marakodó helyi albán csoportokat. Élesen kritizálta az 1924 végén hatalmát megszilárdító Amet Zogu politikáját, így hazatéréséről többé szó sem lehetett. Héliopoliszi otthonában halt meg 1930-ban, hatvannégy évesen. Hamvait 1958-ban hazaszállították, és ünnepélyes keretek között újratemették.

## Munkássága
Çajupi költői munkássága az albán romantika kései korszakába illeszkedik, munkássága – Ndre Mjedáéval és Asdreniével együtt – átmenetet képez a hangjukat kereső hazafias irodalmárnemzedékek és a függetlenség elnyerését követően kialakult kreatív irodalmi hagyományok művelői között. Çajupi költészete ugyan nem közelítette meg az ízig-vérig modern líra eszményét, líráját sokkal inkább a költő elődök romantikus öröksége határozta meg, ugyanakkor társadalmi látásmódjában már megelőlegezte a 20. századi albán irodalom realizmusát.
Legjelentősebb verseskötetét 1902-ben Kairóban adta ki Baba Tomori (’Tomorri apó’) címmel. A könyv névadója az albánok szent hegye, az albán Parnasszosz, a Tomorr. Ennek megfelelően a közreadott költemények is elsősorban hazafias témájúak, de az albán költészetben akkoriban ismeretlen szerelmi líra is helyet kapott a kötetben. A nemzeti érzés húrjait megpendítő verseiben azonban nem a korábbi albán emigráns költőnemzedékek, például Naim Frashëri romantikus-nosztalgikus látásmódját követte, hanem a társadalmi lírához közelebb álló realista hangot ütött meg, felvilágosultan bírálta az albán társadalom elmaradottságát, a nők alávetett helyzetét, a muszlim földesurak, a bégek hatalmaskodását („bej és szamár minden házra jut”). A kötet egyik darabjában, a Fashati im (’Az én falum’) című balladában a patriarchális albán társadalom egyenlőtlenségeit ecsetelte lírai eszközökkel. Formanyelvére erős hatást gyakorolt dél-albániai szülőföldjének népköltészete, előszeretettel használta a toszk népdalokból ismert nyolc szótagos verssorokat. Több költeménye a jellegzetesen népi kivándorlóénekekkel rokonítható. Bár líráját sem kifinomultság, sem mesteri formanyelv nem jellemezte, verseinek egyszerű költői képei, dallamossága és hazafias lelkesedése egy csapásra ismert és népszerű költővé tették Çajupit.
1903 és 1905 között írta meg 7 ezer soros vallásellenes költeményét, amely tulajdonképpen az Ótestamentum szatirikus átköltése volt. Eredetileg a Dhiat’ e vjéter é chfacure (’A leleplezett Ószövetség’) címet adta a munkának, végül a Baba Musa lakuriq (’Mózes apánk meztelen’) címen befejezett műben gyengéd lírai eszközökkel ecsetelte az emberséges, de az ember által nem követett vallási parancsokat, és kíméletlenül kigúnyolta a vallási fanatizmust, pesszimizmussal áthatottan szólt az emberi társadalom minőségéről („az ember emberhúst eszik”). Az 1910-es években újabb kötetre elegendő, az első világháborúra reflektáló verssel készült el, amelyek Kenge dhé vomé (’Dalok és panaszok’) címen jelentek volna meg, de a kézirat elveszett, még mielőtt nyomdába kerülhetett volna.
1907-ben írta meg első drámai művét, Kasztrióta György albán fejedelemről írott verses drámáját Burr’ i dheut (’A föld férfija’) címen (ez először csak 1937-ben jelent meg nyomtatásban), amelyet 1910-ben Pas vdekjes (’A halál után’) című egyfelvonásos vígjátéka követett. Az irodalomtörténet tud egy harmadik drámai művéről is, a Katërmbëdhjetë vjeç dhëndër (’Tizennégy éves vőlegény’) című négyfelvonásos komédiáról, amely azonban kéziratban maradt. Vígjátékai szintén erős társadalmi kritikával illették az óhaza elmaradott társadalmi viszonyait, de drámai műveinek nyelvezete és dramaturgiája a romantika irodalmi eszményén alapult, nem viselték magukon a kortárs modern drámairodalom hatását. Detyra (’A feladat’) című drámájának csak címe ismert, kézirata szintén elveszett.
Műfordítóként 1921-ben La Fontaine 113 verses meséjét adta ki albánul, némileg szabad fordításban, a következő évben, 1922-ben pedig egy francia antológiai alapján szanszkrit költeményeket adott közre anyanyelvén.

## Főbb művei
- Baba Tomori (’Tomorri apó’). Kairo: (kiadó nélkül). 1902.   190 o.
- Pas vdekjes: Komedie (’A halál után: Vígjáték’). Kairo: Çapi. 1910.   41 o.
- Burr’ i dheut: tragjedi me vjersha e ndarë ndë 5 pamje (’A föld férfija: Verses tragédia öt felvonásban’). Kairo: Çapi. 1937.   80 o.
- Baba Tomori dhe shkrime të tjera (’A Baba Tomori és más írások’). Red. Dhimitër Shuteriqi. Tiranë: NSHBSH. 1950.   196 o.
- Vepra (’Művek’). Red. Dhimitër Shuteriqi. Tiranë: Ndërmarrja Shtetërore e Botimeve. 1957.   351 o.
- Vepra letrare (’Szépirodalmi művek’). Red. Floresha Dado. Tiranë: Naim Frashëri. 1983.

Néhány verse antológiákban magyarul is megjelent.

### Műfordítások
- Përralla (’Mesék’). Heliopolis. 1920–1921. (La Fontaine-fordítások)
- Lulé te Hindit (’A Hindus virágai’). Kajro. 1922. (szanszkrit versfordítások)

## Emlékezete
Çajupit a kommunizmus évtizedeiben is a legjelentősebb szerzők között tartották számon, társadalmi mondanivalójáért az osztályharc albán úttörői között tartották számon, de a fáma szerint a szépirodalmat egyébként nem sokra tartó pártfőtitkár, Enver Hoxha kedvenc költőjének is számított. Çajupi életművét Floresha Dado dolgozta fel, 1983-ban három kötetben kiadta összegyűjtött műveit, majd három évtized elteltével, az időközben megismert adatok tükrében egy újabb monográfiájában újraértelmezte a nagy költő-drámaíró életművét és irodalmi jelentőségét.
A korçai Andon Zako Çajupi Színház névadója.